# Чарлс Мартин (боксьор)
Чарлс Мартин (роден на 24 април 1986 година) е американски аматьорски и професионален боксьор.
Той е бивш шампион в тежка категория във версия IBF в периода от 16 януари 2016 до 9 април 2016 година. Неговите 85 дни царуване като шампион е вторият по краткост период в историята на тежката категория в бокса след царуването на Тони Тъкър от 64 дни през 1987 година (също бивш шампион в категория IBF).

## Аматьорска кариера
Започва да се боксира на 22-годишна възраст, като има 63 двубоя в аматьорския бокс. През 2012 година печели Националните ПАЛ първенства.

## Титли и успехи
- IBF тежка категория – шампион (1 път)
- WBO–NABO тежка категория – шампион (1 път)